# Coleophora angustilinea
Coleophora angustilinea é uma espécie de mariposa do gênero Coleophora pertencente à família Coleophoridae.